# Sphagnum warnstorfii
Sphagnum warnstorfii ist ein Torfmoos, das der Gattung Sphagnum zugeordnet ist und zu der Abteilung der Laubmoose (Bryophyta) gehört. Es wird im deutschen Sprachgebiet Warnstorfs Torfmoos genannt.

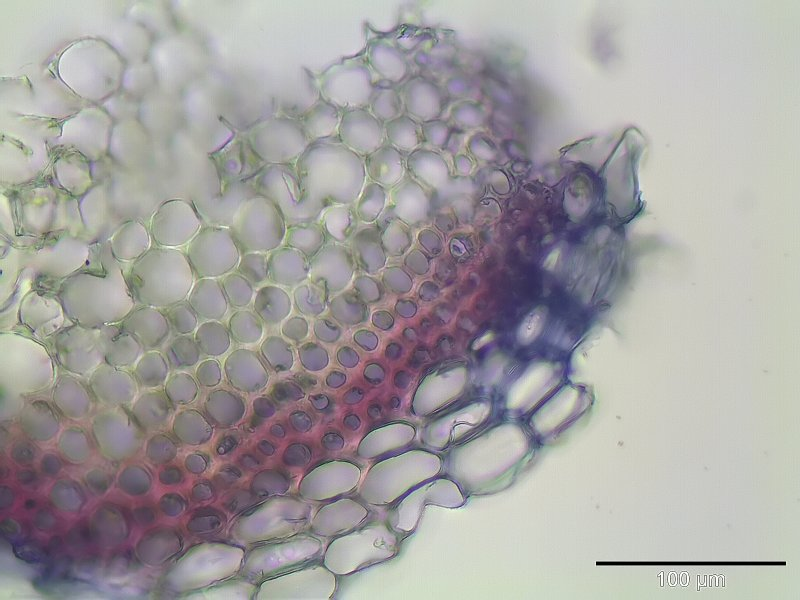
Stammblattquerschnitt von Sphagnum warnstorfii in 250-facher Vergrößerung

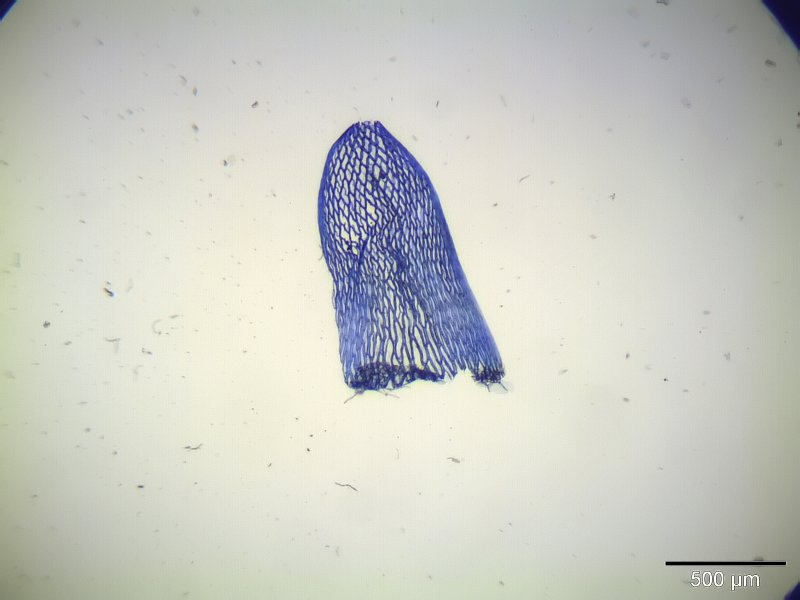
Stammblatt von Sphagnum warnstorfii in 40-facher Vergrößerung

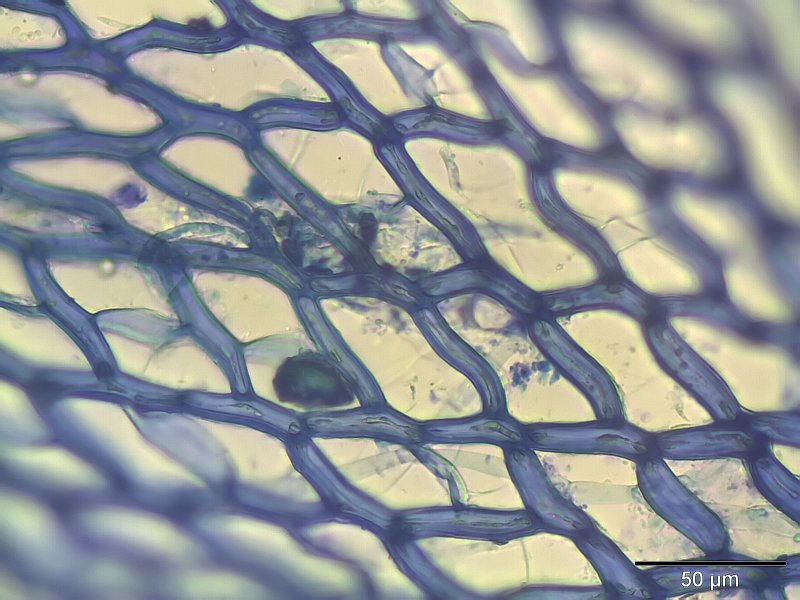
Stammblattzellen von Sphagnum warnstorfii in 400-facher Vergrößerung

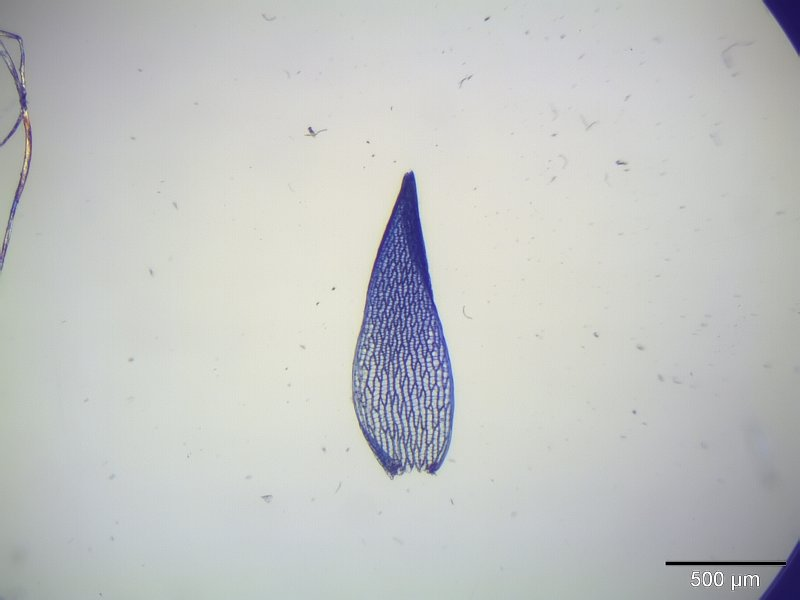
Astblatt von Sphagnum warnstorfii in 40-facher Vergrößerung

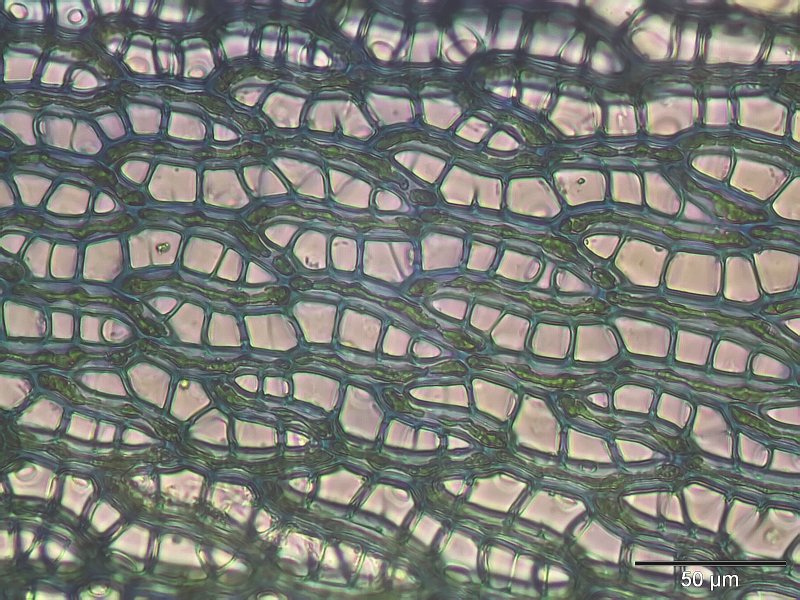
Astblattzellen von Sphagnum warnstorfii in 400-facher Vergrößerung

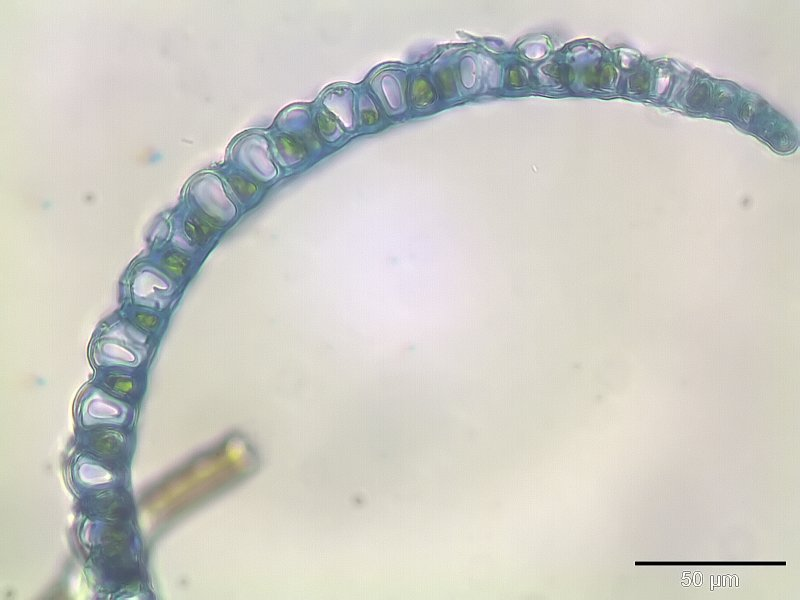
Astblattquerschnitt von Sphagnum warnstorfii in 400-facher Vergrößerung

## Beschreibung

### Merkmale der Pflanze
Sphagnum warnstorfii ist ein schlankes Torfmoos von geringer oder selten normaler Größe mit flachen, sternförmigen Köpfchen. Es bildet kompakte Polster. Die Färbung variiert von gelbgrün über grün bis zu rotbraun und dunkelviolett. Im getrockneten Zustand zeigt sich oft ein deutlich bläulicher Schimmer.
Die Stämme sind rot bis grün gefärbt. Die meist deutlich rötlich-violett, selten grünlich gefärbte oder farblose Sklerodermis ist von der Epidermis stark abgesetzt. Die Epidermis besteht aus zwei bis vier (selten bis fünf) Zellschichten; ihre Hyalocyten sind fibrillenlos und meist porenlos.
Die dreieckig-zungenförmigen bis zu zungenförmigen, 0,7–1,4 Millimeter langen und 0,5–0,8 Millimeter breiten  Stammblätter liegen dem Stämmchen aufrecht an und besitzen eine breit abgerundete bis etwas gestutzte Blattspitze. Der Blattsaum ist an der Blattbasis mit mehr als einem Drittel der Blattbreite am stärksten entwickelt. Die rhomboidalen, entweder ungeteilten, meist aber einfach geteilten Hyalocyten besitzen keine Fibrillen und keine Poren.
Die am Stamm ansetzenden, in faszikel – oder wirtelähnlichen Astbüscheln mit zwei bis drei abstehenden und ein bis zwei hängenden Zweigen stehenden, langen, sich verjüngenden Äste sind üblicherweise fünfzeilig beblättert.
Die geraden, eiförmig-lanzettlichen, 0,9–1,4 Millimeter langen, 0,4–0,5 Millimeter breiten und zugespitzten Astblätter besitzen nach oben eingerollte Blattspitzen. Sie sind im Querschnitt konkav und mit Fibrillen verstärkt. Die Blattränder haben keine Resorptionsfurche und sind ganzrandig glatt gestaltet. Die Hyalocyten der konvexen Oberfläche weisen entlang den an den Chlorocyten liegenden Zellwänden nahe der Blattspitze sehr kleine, weniger als ein Viertel der Zellenbreite messende, beringte Poren auf. Sie verändern sich zur Basis hin abrupt in große, elliptische Formen mit Ausmaßen von vier Zehntel der Zellenbreite. Die konkave Oberfläche trägt in den mittleren Bereichen der Blattränder und an der Blattbasis große runde Poren. Die Chlorocyten der Astblätter sind im Querschnitt dreieckig bis trapezförmig und auf der Blattunterseite gegenüber den Hyalocyten breiter hervorgehoben als auf der Blattoberseite, wo sie auch von den Hyalocyten eingeschlossen sein können.

### Geschlechtliche Merkmale
Sphagnum warnstorfii ist geschlechtlich diözisch (zweihäusig) ausgerichtet.
Die bei Sphagnum warnstorfii nicht häufigen Sporenkapseln reifen im Spätsommer bis zum Frühherbst. Die auf beiden Oberflächen fein warzigen Sporen messen 17–26 Mikrometer und sind dunkelgelblich gefärbt; die in der Mitte liegende Laesura misst weniger als die Hälfte des Sporenradius.
Die antheridientragenden Äste sind rötlich und mit keuligen Spitzen ausgestattet; die perigonialen, blütenhüllenähnlichen Blätter sind kürzer und breiter als die vegetativen Astblätter.

## Vorkommen und Verbreitung
Sphagnum warnstorfii ist in polaren, gemäßigten und subtropischen Klimazonen verbreitet. Es besiedelt auf dem nordamerikanischen Kontinent den Großteil der nördlichen Hälfte der Vereinigten Staaten, Kanada und Grönland. Das asiatische Verbreitungsgebiet erstreckt sich über Japan, China, Indien und dem russischen Sibirien bis in die Kaukasusregionen. Die europäischen Vorkommen sind hier beispielsweise mit dem Vereinigten Königreich Großbritannien und Nordirland, Finnland, Litauen, Polen, Deutschland, Österreich, Tschechien, Frankreich und Italien angegeben.
Sphagnum warnstorfii wächst in einer sehr breiten ökologischen Nische als Hygrophyt in minerotrophen Feuchtgebieten. Es ist in Lebensräumen mit mäßigem bis reichem Nährstoffangebot, pH-Wert-Bereichen von 4,9 bis mehr als 7,5 auf niedrigen und mittleren Höhenstufen anzutreffen. Habitate sind häufig Niedermoore, Feuchtwälder, Bruchwälder und Grauweidengebüsche.
Sphagnum warnstorfii findet man oft in Vergesellschaftung mit Gefäßpflanzen wie dem Abendländischen Lebensbaum (Thuja occidentalis), der Balsam-Tanne (Abies balsamea), der Amerikanischen Rot-Fichte (Picea rubens) und mit der Asch-Weide, auch Grau-Weide genannt (Salix cinerea). Es wächst zudem häufig gemeinsam mit Moosen wie Girgensohns Torfmoos (Sphagnum girgensohnii), dem Zentrierten Torfmoos (Sphagnum centrale), Sphagnum squarrosum, Sphagnum teres, dem Spitzblättrigen Spießmoos (Calliergonella cuspidata), Campylium stellatum, Homalothecium nitens (Syn. Tomenthypnum nitens), Helodium blandowii und Paludella squarrosa.

## Gefährdungssituation und Schutzmaßnahmen
Sphagnum warnstorfii wird in Deutschland als seltene und stark im Rückgang befindliche Art betrachtet. Es wird in der nationalen Roten Liste gefährdeter Arten Deutschlands und der seines Landes Brandenburg in die Gefährdungskategorie 2 „Stark gefährdet“ gestellt. Die Schweiz führt Sphagnum warnstorfii in der Kategorie „LC“ als nicht gefährdet.
Von der Europäischen Union und auch der Schweiz werden als Schutzmaßnahme für diese Torfmoosart Regelungen auf Gattungsebene getroffen.

## Systematik und Nomenklatur
Sphagnum warnstorfii wurde 1888 von Edmund Russow in Sitzungsbericht der Dorpater Naturforscher-Gesellschaft, Band 8, Seite 315, erstbeschrieben. Der Name wurde zu Ehren des deutschen Bryologen Carl Warnstorf vergeben. Als synonyme Bezeichnung für Sphagnum warnstorfii wird Sphagnum warnstorfianum Du Rietz angegeben. Diese Torfmoosart wird in der Sektion Acutifolia der Gattung Sphagnum innerhalb der monogenerischen Familie Sphagnaceae geführt.

## Morphologisch ähnliche Torfmoos-Arten
Sphagnum warnstorfii kann mit dem Rötlichen Torfmoos (Sphagnum rubellum) verwechselt werden, von dem es sich aber durch die beringten Poren in den Astblatt-Hyalocyten als auch dem Lebensraum in Hochmooren unterscheidet.